# Apše

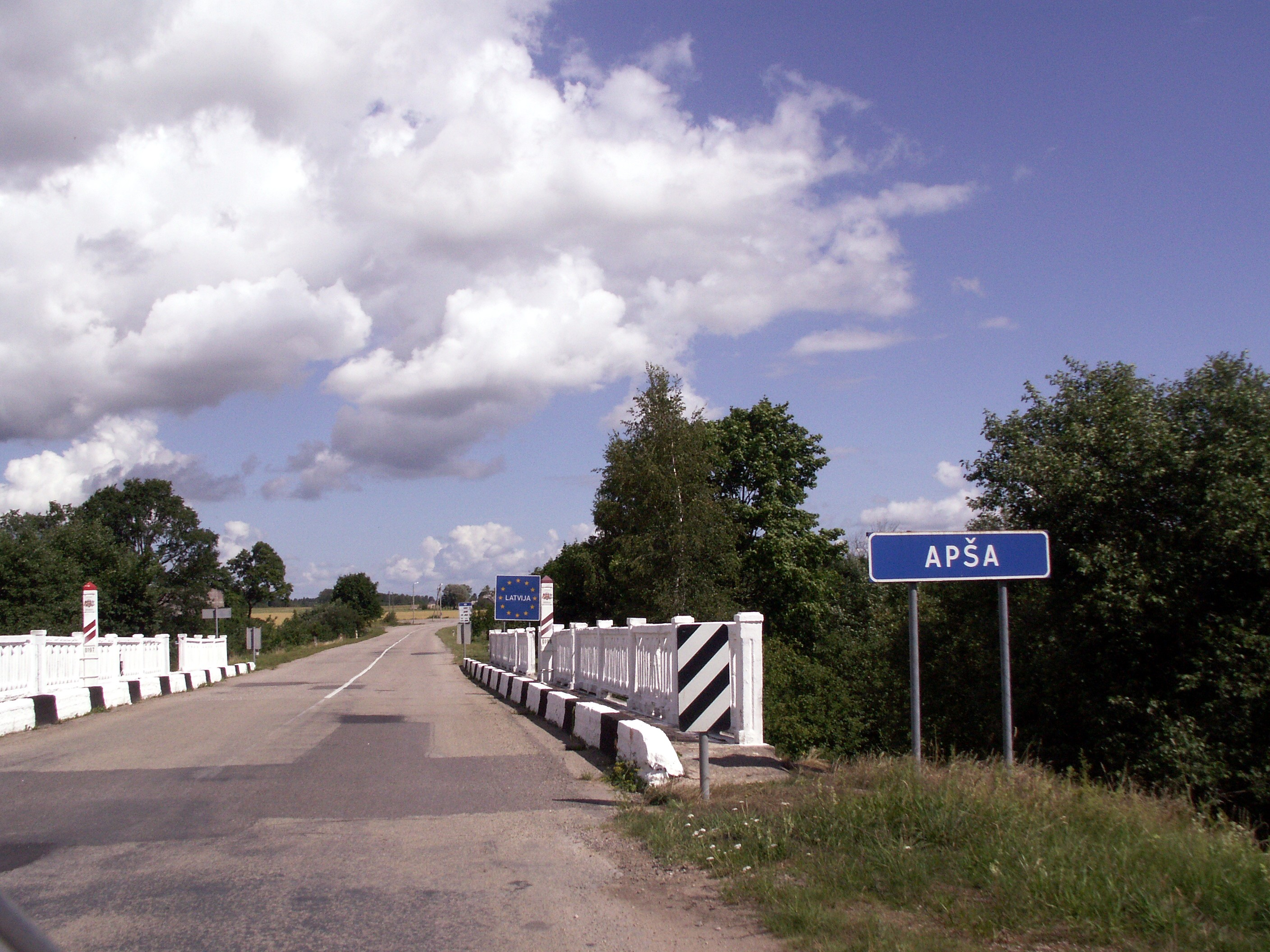
Apšė-Brücke bei Narvydžiai

Apše (lettisch: Apše; litauisch: Apšė) ist ein baltischer Fluss, der im mittleren und unteren Teil die Grenze zwischen Lettland und Litauen bildet. Er mündet nordwestlich von Skuodas in die Bartuva. Seine Länge misst 40 km und sein Einzugsgebiet beträgt 357 km².